# Військовий ординаріат Хорватії
Військовий ординаріат Хорватії (хорв. Vojni ordinarijat u Republici Hrvatskoj) — військовий ординаріат Римсько-Католицької Церкви, що діє в Хорватії. Військовий ординаріат Хорватії, підкоряючись безпосередньо Святому Престолу, забезпечує пастирська опіка військовослужбовців хорватської армії і їх сімей.

## Історія
25 квітня 1997 Римський папа Іван Павло II видав буллу «Qui successimus», якою заснував військовий ординаріат Хорватії.

## Ординарії
- єпископ Юрай Езеринац (Juraj Jezerinac) (25.04.1997 — 30.11.2015).
- єпископ Юре Богдан (Jure Bogdan) (30.11.2015 — наш час).